# Conurbación de Santo Domingo
La Conurbación de Santo Domingo o Gran Santo Domingo es una área metropolitana del Ecuador y la octava más poblada del país mencionado. Se caracteriza por albergar poblaciones de 3 provincias: Santo Domingo de los Tsáchilas,Los Ríos y Manabí. La ciudad principal de esta aglomeración es Santo Domingo.
| Cantón                                                                          | Parroquia              | Población (2022) |
| ------------------------------------------------------------------------------- | ---------------------- | ---------------- |
| [[Archivo:\|20x20px\|border\|Bandera de Santo Domingo (Ecuador)]] Santo Domingo | Santo Domingo          | 373.321          |
| [[Archivo:\|20x20px\|border\|Bandera de Santo Domingo (Ecuador)]] Santo Domingo | San José de Alluriquín | 8.607            |
| [[Archivo:\|20x20px\|border\|Bandera de Santo Domingo (Ecuador)]] Santo Domingo | Puerto Limón           | 11.630           |
| [[Archivo:\|20x20px\|border\|Bandera de Santo Domingo (Ecuador)]] Santo Domingo | Luz de América         | 11.504           |
| [[Archivo:\|20x20px\|border\|Bandera de Santo Domingo (Ecuador)]] Santo Domingo | San Jacinto del Búa    | 13.624           |
| [[Archivo:\|20x20px\|border\|Bandera de Santo Domingo (Ecuador)]] Santo Domingo | Valle Hermoso          | 9.865            |
| [[Archivo:\|20x20px\|border\|Bandera de Santo Domingo (Ecuador)]] Santo Domingo | El Esfuerzo            | 5.973            |
| La Concordia                                                                    | La Concordia           | 37.178           |
| La Concordia                                                                    | Las Villegas           | 4.529            |
| La Concordia                                                                    | Plan Piloto            | 2.293            |
| La Concordia                                                                    | Monterrey              | 7.386            |
| El Carmen                                                                       | El Carmen              | 84.141           |
| El Carmen                                                                       | San Pedro de Suma      | 7.252            |
| El Carmen                                                                       | Wilfrido Loor Moreira  | 3.911            |
| El Carmen                                                                       | Santa María            | 13.668           |
| El Carmen                                                                       | El Paraíso - La 14     | 11.964           |
| Buena Fe                                                                        | Patricia Pilar         | 14.851           |
| Conurbación de Santo Domingo                                                    | [ ]                    | 621.697          |